# Józefina Nowotna-Lachowicka
Józefina Nowotna-Lachowicka-Czechowicz, ps. „Inka” (ur. 18 czerwca 1914 w Warszawie, zm. 24 marca 2006 w Wielkiej Brytanii) – polska politolog, działaczka ruchu emigracyjnego i wolnomularskiego. Wolnomularz 33 stopnia

## Życiorys
W 1935 ukończyła studia na Wydziale Społecznym w Szkole Nauk Politycznych. Po wybuchu II wojny światowej była zaangażowana w działalność ruchu oporu, używała pseudonimu Inka. Następnie przedostała się do Europy Zachodniej, gdzie doktoryzowała się na Uniwersytecie w Strasburgu. Następnie znalazła się w Wielkiej Brytanii, gdzie pracowała w Ministerstwie Prac Kongresowych, a po zakończeniu działań wojennych w Intertim Treasury Committee for Polish Questions. Przez wiele lat przewodniczyła Radzie Pomocy Uchodźcom Polskim, była członkiem Polskiego Towarzystwa Naukowego na Obczyźnie, w 1980 przeszła na emeryturę. Za swój wkład w pomoc polskim emigrantom oraz działalności na rzecz polsko-brytyjskich organizacji dyplomatycznych w 1980 Polski Rząd na Emigracji odznaczył Józefinę Nowotną-Lachowicką Krzyżem Kawalerskim, a w 1989 Krzyżem Oficerskim Orderu Odrodzenia Polski. 
29 października 1992 królowa Elżbieta II nadała jej krzyż Orderu Imperium Brytyjskiego (OBE).